# Olivetti Tetractys

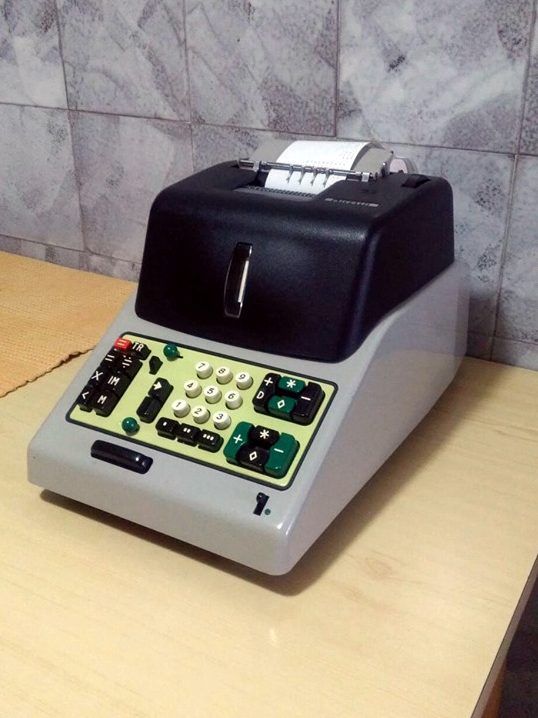
Un esemplare della Olivetti Tetractys 24

La Tetractys 24 (o più semplicemente Tetractys) è stata una calcolatrice meccanica automatica scrivente prodotta da Olivetti.

## Storia
Un prototipo della macchina fu presentato alla Fiera di Milano nel 1955 e la macchina completa fu immessa nel mercato l'anno successivo.
Il modello era il "top di gamma" della serie MC-24.
Fu progettata meccanicamente da Natale Capellaro, mentre la carrozzeria si deve a Marcello Nizzoli, come già successo per i modelli precedenti sia di calcolatrici meccaniche che di macchine da scrivere. 
Il modello fu prodotto in circa 150.000 esemplari in un arco di 10 anni, dal 1956 fino al 1966.

## Caratteristiche

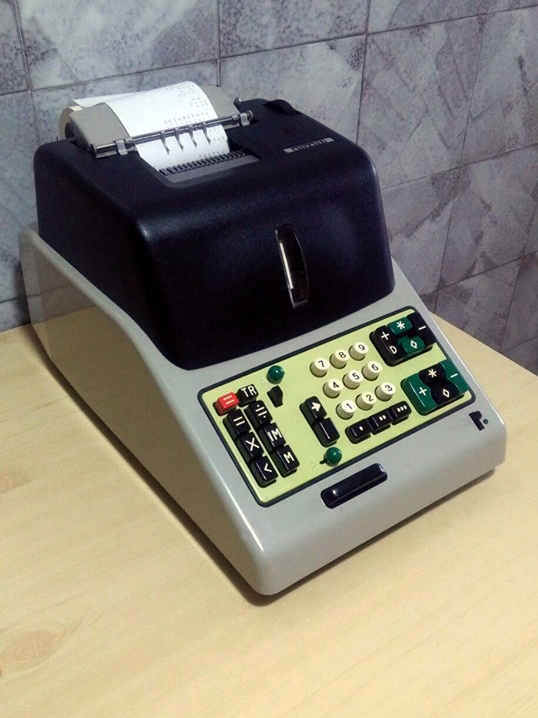
Esemplare di una Olivetti Tetractys 24

La macchina era una novità assoluta: era dotata di due totalizzatori, che permettevano di eseguire calcoli affiancati, totali parziali e totali generali, su un'unica macchina.
Era in grado di svolgere:
- Somme;
- Sottrazioni;
- Moltiplicazioni;
- Moltiplicazioni a catena e a fattore costante;
- Divisioni.

La macchina era dotata, inoltre, di una "memoria" meccanica. La memoria meccanica dinamica, serviva essenzialmente per:
- Immagazzinare un numero e poterlo richiamare in operazioni successive senza reinserirlo da tastiera;

- Per l'esecuzione della moltiplicazione;

- Eseguire moltiplicazioni a catena (calcolo di metrature, cubature, ecc..);
- Memoria di appoggio per la macchina durante il calcolo della divisione.Tastiera della Olivetti Tetractys 24

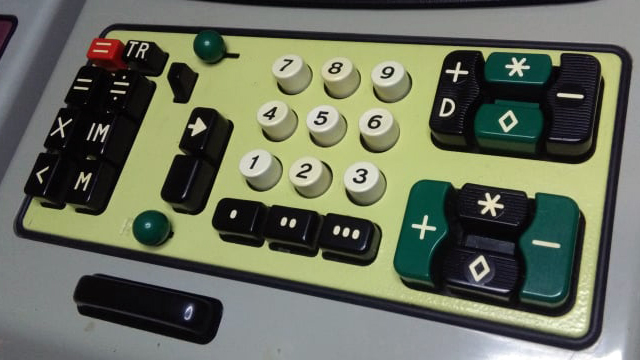
Tastiera della Olivetti Tetractys 24

La capacità della macchina era di 12 cifre per l'impostazione, e di 13 cifre per il totale.
Era azionata da un motore elettrico, che nelle prime versioni era un motore a spazzole, mentre nelle successive si trattava di un motore a induzione, con una velocità di 260 cicli al minuto.
Erano macchine molto complesse; un groviglio di leve, molle, alberi e camme (circa 1500 pezzi in totale in una sola macchina) si muovevano rapidamente per eseguire automaticamente calcoli complessi.

## Il grande successo commerciale
Il modello, assieme alla sua "sorella minore" Divisumma 24, ebbero un grandissimo successo commerciale, dovuto alla ottima meccanica progettata da Natale Capellaro, dall'ottima estetica di Marcello Nizzoli, ma soprattutto fu un frutto di guadagno per la Olivetti. 
La Olivetti aveva già stupito il mondo con il modello Divisumma 14, entrando nel settore del calcolo meccanico a livello mondiale, ma con la Tetractys e con la Divisumma 24, ebbero grandissimi guadagni.
La Tetractys era venduta infatti a un prezzo piuttosto elevato: 485.000 lire, che grosso modo corrispondevano a circa 10 stipendi: un prezzo giustificato dall’eccellenza del prodotto e dal fatto che sul mercato mondiale in quel momento non c’erano altre macchine capaci di reggere il confronto.